# Velika nagrada Bahrajna 2018
Velika nagrada Bahrajna 2018 je druga dirka Svetovnega prvenstva Formule 1 v sezoni 2018. Odvijala se je 8. aprila 2018 na dirkališču Bahrain International Circuit pri Sahirju. Zmagal je Sebastian Vettel, Ferrari, drugo mesto je osvojil Valtteri Bottas, tretje pa Lewis Hamilton, oba Mercedes.

## Rezultati

### Kvalifikacije
| Poz  | Št | Dirkač            | Konstruktor               | 1. del   | 2. del    | 3. del   | Št. m. |
| ---- | -- | ----------------- | ------------------------- | -------- | --------- | -------- | ------ |
| 1    | 5  | Sebastian Vettel  | Ferrari                   | 1:29,060 | 1:28,341  | 1:27,958 | 1      |
| 2    | 7  | Kimi Räikkönen    | Ferrari                   | 1:28,951 | 1:28,515  | 1:28,101 | 2      |
| 3    | 77 | Valtteri Bottas   | Mercedes                  | 1:29,275 | 1:28,794  | 1:28,124 | 3      |
| 4    | 44 | Lewis Hamilton    | Mercedes                  | 1:29,396 | 1:28,458  | 1:28,220 | 9      |
| 5    | 3  | Daniel Ricciardo  | Red Bull Racing-TAG Heuer | 1:29,552 | 1:28,962  | 1:28,398 | 4      |
| 6    | 10 | Pierre Gasly      | Scuderia Toro Rosso-Honda | 1:30,121 | 1:29,836  | 1:29,329 | 5      |
| 7    | 20 | Kevin Magnussen   | Haas-Ferrari              | 1:29,594 | 1:29,623  | 1:29,358 | 6      |
| 8    | 27 | Nico Hülkenberg   | Renault                   | 1:30,260 | 1:29,187  | 1:29,570 | 7      |
| 9    | 31 | Esteban Ocon      | Force India-Mercedes      | 1:30,338 | 1:30,009  | 1:29,874 | 8      |
| 10   | 55 | Carlos Sainz Jr.  | Renault                   | 1:29,893 | 1:29,802  | 1:29,986 | 10     |
| 11   | 28 | Brendon Hartley   | Scuderia Toro Rosso-Honda | 1:30,412 | 1:30,105  |          | 11     |
| 12   | 11 | Sergio Pérez      | Force India-Mercedes      | 1:30,218 | 1:30,156  |          | 12     |
| 13   | 14 | Fernando Alonso   | McLaren-Renault           | 1:30,530 | 1:30,212  |          | 13     |
| 14   | 2  | Stoffel Vandoorne | McLaren-Renault           | 1:30,479 | 1:30,525  |          | 14     |
| 15   | 33 | Max Verstappen    | Red Bull Racing-TAG Heuer | 1:29,374 | brez časa |          | 15     |
| 16   | 8  | Romain Grosjean   | Haas-Ferrari              | 1:30,530 |           |          | 16     |
| 17   | 9  | Marcus Ericsson   | Sauber-Ferrari            | 1:31,063 |           |          | 17     |
| 18   | 35 | Sergej Sirotkin   | Williams-Mercedes         | 1:31,414 |           |          | 18     |
| 19   | 16 | Charles Leclerc   | Sauber-Ferrari            | 1:31,420 |           |          | 19     |
| 20   | 18 | Lance Stroll      | Williams-Mercedes         | 1:31,503 |           |          | 20     |
| Vir: |    |                   |                           |          |           |          |        |

### Dirka
| Poz  | Št | Dirkač            | Konstruktor               | Krogi | Čas/Odstop  | Št. m. | Toč |
| ---- | -- | ----------------- | ------------------------- | ----- | ----------- | ------ | --- |
| 1    | 5  | Sebastian Vettel  | Ferrari                   | 57    | 1:32:01,940 | 1      | 25  |
| 2    | 77 | Valtteri Bottas   | Mercedes                  | 57    | +0,699      | 3      | 18  |
| 3    | 44 | Lewis Hamilton    | Mercedes                  | 57    | +6,512      | 9      | 15  |
| 4    | 10 | Pierre Gasly      | Scuderia Toro Rosso-Honda | 57    | +1:02,234   | 5      | 12  |
| 5    | 20 | Kevin Magnussen   | Haas-Ferrari              | 57    | +1:15,046   | 6      | 10  |
| 6    | 27 | Nico Hülkenberg   | Renault                   | 57    | +1:39,024   | 7      | 8   |
| 7    | 14 | Fernando Alonso   | McLaren-Renault           | 56    | +1 krog     | 13     | 6   |
| 8    | 2  | Stoffel Vandoorne | McLaren-Renault           | 56    | +1 krog     | 14     | 4   |
| 9    | 9  | Marcus Ericsson   | Sauber-Ferrari            | 56    | +1 krog     | 17     | 2   |
| 10   | 31 | Esteban Ocon      | Force India-Mercedes      | 56    | +1 krog     | 8      | 1   |
| 11   | 55 | Carlos Sainz Jr.  | Renault                   | 56    | +1 krog     | 10     |     |
| 12   | 16 | Charles Leclerc   | Sauber-Ferrari            | 56    | +1 krog     | 19     |     |
| 13   | 8  | Romain Grosjean   | Haas-Ferrari              | 56    | +1 krog     | 16     |     |
| 14   | 18 | Lance Stroll      | Williams-Mercedes         | 56    | +1 krog     | 20     |     |
| 15   | 35 | Sergej Sirotkin   | Williams-Mercedes         | 56    | +1 krog     | 18     |     |
| 16   | 11 | Sergio Pérez      | Force India-Mercedes      | 56    | +1 krog     | 12     |     |
| 17   | 28 | Brendon Hartley   | Scuderia Toro Rosso-Honda | 56    | +1 krog     | 11     |     |
| Ods  | 7  | Kimi Räikkönen    | Ferrari                   | 35    | Kolo        | 2      |     |
| Ods  | 33 | Max Verstappen    | Red Bull Racing-TAG Heuer | 3     | Prenos      | 15     |     |
| Ods  | 3  | Daniel Ricciardo  | Red Bull Racing-TAG Heuer | 1     | El. sistem  | 4      |     |
| Vir: |    |                   |                           |       |             |        |     |